# Rezerwat przyrody Ciemny Kąt
Rezerwat przyrody „Ciemny Kąt” – leśny rezerwat przyrody o powierzchni 125,95 ha utworzony w 1984 roku na terenie Puszczy Zielonej. Zajmuje zachodnią część uroczyska Czaki Przyborowiec na terenach należących do Nadleśnictwa Nowogród w gminie Turośl (powiat kolneński, województwo podlaskie). Obszar rezerwatu na północy stanowią bagna: Leman i Rybnica, a na południu zmeliorowane torfowiska wokół kanału Turośl.
Zespoły roślinne występujące na terenie rezerwatu:
- sosnowy bór brusznicowy z chrobotkami (Peucedano-Pinetum cladonietosum) – zajmuje grzbiety i południowo-zachodnie stoki wałów wydmowych. Drzewostan tworzy sosna z niewielką domieszką świerku. W runie panuje borówka brusznica, czernica i pszeniec łąkowy. Warstwę mchów tworzą gajnik i rokiet widłozęby.
- sosnowy bór brusznicowy (Peucedano-Pinetum typicum) – występuje na wschodnich i południowych zboczach wydm. W drzewostanie dominuje sosna z nieznaczną domieszką świerka.
- bór sosnowy czernicowy z bagnem (Vaccinio-myrtilli-pinetum ledotosum) – porasta misy deflacyjne pomiędzy wydmami
- zbiorowisko przejściowe Vaccinio-myrtilli-pinetum/Myceli-Piceetum – występuje tutaj na pograniczu borów sosnowego i świerkowego. Tworzą je starzejąca się sosna wraz z odnawiającym się świerkiem.
- bór iglasty podmokły (Myceli-Piceetum caricetosum glaucae) – drzewostan składa się w podobnym udziale z sosny i świerka. Runo stanowią głównie gatunki borowe borówka czarna i widłak jałowcowaty.
- nieliczne gatunki grądowe
- ponadto spotkać można gatunki olsu jesionowego oraz oligotrofizującego olsu będące charakterystycznym nawiązaniem do torfowisk przejściowych.

Dla specjalistów obiekt ten posiada ogromne znaczenie szkoleniowe ze względu na dynamiczne ekosystemy oraz naturalne drzewostany i powinien być chroniony przed masową turystyką. Nie jest atrakcyjny turystycznie.